# Ulrich Lins
Ulrich Lins (Pronunciación alemana: [ˈʊlʁɪç 'lɪns]) es un historiador y esperantista nacido en Bonn, Alemania, en 1943.
Estudió historia, ciencias políticas y japonología en las universidades de Colonia y Bonn. Entre 1971 y 1972 estuvo investigando y residiendo en la Universidad de Tokio. Se doctoró con una tesis sobre la historia de la religión Ōmoto. Profesionalmente, se ha ocupado del intercambio de miembros de universidades alemanas con otros del resto del mundo.
Está casado y tiene dos hijos.
Es especialmente conocido por su actividad como historiador del idioma internacional esperanto. Aprendió la lengua en 1958 y ha desempeñado, entre otras, las siguientes funciones en el movimiento esperantista :
- 1964-1969: directivo de TEJO
- 1967-1969: representante de TEJO en la junta directiva de la Asociación Universal de Esperanto
- 1970-1974: corredactor de Kontakto (junto a Simo Milojević)
- Durante algunos periodos y desde 1986: miembro del comité de la Asociación Universal de Esperanto
- 1989-1995: vicepresidente de la Asociación Universal de Esperanto

Con ocasión de su 75 cumpleaños se editó un libro de homenaje con el título En la mondon venis nova lingvo (editores Gotoo Hitosi, José Antonio Vergara, Kimura Goro Christoph). Mondial, Nueva York 2018. ISBN 978-1-59569-378-5.

## Trabajos
- Autor de:
  - La danĝera lingvo (La lengua peligrosa) (publicación: 1973, 1988, 1990), editado también en japonés, alemán, italiano, ruso y lituano), Eldonejo Progreso: Róterdam. Segunda edición, revisada y ampliada, 2016.
  - Utila Estas Aliĝo. Tra la unua jarcento de UEA, UEA: Róterdam 2008

- Coautor de:
  - Esperanto en perspektivo (con Ivo Lapenna y Tazio Carlevaro, 1974)
  - Zwei zaghafte Riesen? Deutschland und Japan seit 1945 (ed. Arnulf Baring y Masamori Sase). Belser, Stuttgart/Zürich 1977, ISBN 3-7630-1181-1 y ISBN 3-7630-1183-8, libro en alemán sobre las relaciones alemán-japonesas, 698 pp.
  - Dekdu-voluma japanlingva verko pri Germanio (1981-1986)
  - Una obra de 2 volúmenes escrita en japonés sobre la historia de Alemania (1992, 1999)

Es autor también de numerosos artículos históricos, entre los cuales la comunicación sobre "La utilización del esperanto durante la guerra civil española" (con José Antonio del Barrio), presentada en el Congreso Internacional sobre la Guerra Civil Española, organizado por la UNED (Madrid, 27-29/11/2006) 